# Zacatecas ankasokellus
Zacatecas ankasokellus là một loài bướm đêm trong họ Crambidae. Chúng là loài duy nhất trong Zacatecas, thường được tìm thấy ở Madagascar.